# هندري إي جونز
هندري إي. جونز (بالإنجليزية: Hendrée E. Jones)‏ هي باحثة في اضطرابات تعاطي المخدرات عند المرأة وتأثيرها على الأطفال. وهي أستاذة في قسم أمراض النساء والولادة في كلية الطب في جامعة نورث كارولينا، وأستاذة مساعدة في كلية الآداب والعلوم في جامعة نورث كارولينا قسم علم النفس وعلم الأعصاب. جونز هي المدير التنفيذي لبرنامج UNC Horizons، وهو برنامج شامل لعلاج المخدرات للأمهات وأطفالهن المعرضين للمخدرات. وهي مستشارة لإدارة خدمات تعاطي المخدرات والصحة العقلية، والأمم المتحدة، ومنظمة الصحة العالمية.